# 4기 SBS배 연승바둑최강전
4기 SBS배 연승바둑최강전은 SBS의 TV속기전이다. 결승에서는 유창혁 七단이 조훈현 九단을 2대 0로 꺾고 완봉승하며 우승했다. 

## 대국 결과
| 대진     | 연도   | 대국일자  | 승자            | 패자            | 결과              | 기보 |
| -------- | ------ | --------- | --------------- | --------------- | ----------------- | ---- |
| 제1국    | 1995년 | 4월 28일  | 김수장 九단     | 김영환 三단     | 201수 흑 불계승   |      |
| 제2국    | 1995년 | 4월 28일  | 김수장 九단     | 홍태선 七단     | 188수 백 불계승   |      |
| 제3국    | 1995년 | 5월 9일   | 김수장 九단     | 나종훈 四단     | 264수 백 17집반승 |      |
| 제4국    | 1995년 | 5월 9일   | 조대현 七단     | 김영삼 二단     | 253수 흑 2집반승  |      |
| 제5국    | 1995년 | 6월 2일   | 조대현 七단     | 오규철 六단     | 139수 흑 불계승   |      |
| 제6국    | 1995년 | 6월 2일   | 박상돈 六단     | 조대현 七단     | 280수 흑 1집반승  |      |
| 제7국    | 1995년 | 6월 13일  | 김희중 八단     | 박상돈 六단     | 189수 흑 불계승   |      |
| 제8국    | 1995년 | 6월 13일  | 김희중 八단     | 윤기현 九단     | 238수 흑 4집반승  |      |
| 제9국    | 1995년 | 6월 20일  | 김일환 八단     | 김희중 八단     | 244수 흑 7집반승  |      |
| 제10국   | 1995년 | 6월 20일  | 김일환 八단     | 백성호 八단     | 256수 흑 9집반승  |      |
| 제11국   | 1995년 | 6월 20일  | 김기헌 二단     | 김일환 八단     | 309수 흑 8집반승  |      |
| 제12국   | 1995년 | 7월 4일   | 조훈현 九단     | 김기헌 二단     | 338수 백 불계승   |      |
| 제13국   | 1995년 | 7월 4일   | 조훈현 九단     | 노영하 七단     | 218수 백 불계승   |      |
| 제14국   | 1995년 | 7월 4일   | 조훈현 九단     | 김덕규 七단     | 257수 흑 9집반승  |      |
| 제15국   | 1995년 | 7월 25일  | (故)장두진 六단 | 유병호 七단     | 273수 흑 7집반승  |      |
| 제16국   | 1995년 | 7월 25일  | 백대현 二단     | (故)장두진 六단 | 295수 흑 7집반승  |      |
| 제17국   | 1995년 | 8월 8일   | 정수현 八단     | 백대현 二단     | 139수 흑 불계승   |      |
| 제18국   | 1995년 | 8월 8일   | 유창혁 六단     | 정수현 八단     | 217수 흑 9집반승  |      |
| 제19국   | 1995년 | 9월 12일  | 유창혁 六단     | 강훈(大) 八단   | 204수 백 불계승   |      |
| 제20국   | 1995년 | 9월 12일  | 유창혁 六단     | (故)우쑹성 九단 | 238수 백 불계승   |      |
| 제21국   | 1995년 | 9월 26일  | 장수영 九단     | 서능욱 九단     | 237수 흑 불계승   |      |
| 제22국   | 1995년 | 9월 26일  | 장수영 九단     | 최명훈 四단     | 288수 흑 반집승   |      |
| 제23국   | 1995년 | 10월 24일 | 이상훈(大) 三단 | 장수영 九단     | 303수 흑 1집반승  |      |
| 제24국   | 1995년 | 10월 24일 | 양재호 九단     | 이상훈(大) 三단 | 233수 흑 불계승   |      |
| 제25국   | 1995년 | 11월 1일  | 양재호 九단     | 서봉수 九단     | 229수 흑 불계승   |      |
| 제26국   | 1995년 | 11월 1일  | 양재호 九단     | 이영신 初단     | 292수 백 7집반승  |      |
| 제27국   | 1995년 | 11월 7일  | 김종수 三단     | (故)임선근 八단 | 240수 백 6집반승  |      |
| 제28국   | 1995년 | 11월 7일  | 이창호 七단     | 김종수 三단     | 258수 백 12집반승 |      |
| 결선1국  | 1995년 | 11월 8일  | 조훈현 九단     | 이창호 九단     | 146수 백 불계승   |      |
| 결선2국  | 1995년 | 11월 8일  | 조훈현 九단     | 김수장 九단     | 281수 백 7집반승  |      |
| 결선3국  | 1995년 | 11월 8일  | 유창혁 六단     | 양재호 九단     | 239수 흑 9집반승  |      |
| 결승 1국 | 1996년 | 3월 23일  | 유창혁 七단     | 조훈현 九단     | 261수 흑 2집반승  |      |
| 결승 2국 | 1996년 | 3월 26일  | 유창혁 七단     | 조훈현 九단     | 200수 백 불계승   |      |
| 결승 3국 | 1996년 | 3월 26일  |                 |                 |                   |      |